# Andrémeyerite
L'andrémeyerite est une espèce minérale du groupe des silicates, sous-groupe des sorosilicates, de formule BaFe(Fe,Mn,Mg)Si2O7, qui fut découverte sur les bords du volcan Nyiragongo en République démocratique du Congo.
Le nom du minéral dérive du nom du géologue belge André Marie Meyer (1890-1965) qui l'a découverte, cependant le minéral n'a été identifié formellement qu'en 1973.